# Evangelischer Pfarrhof Wegenstedt
Der Evangelische Pfarrhof Wegenstedt ist ein Gebäudeensemble im Calvörder Ortsteil Wegenstedt. Er steht unter Denkmalschutz.

## Lage
Die Adresse des Pfarrhofes ist Neue Straße 26. Der ausgedehnte Pfarrhof liegt unmittelbar westlich der Dorfkirche Wegenstedt und grenzt an den örtlichen Friedhof.

## Beschreibung und Geschichte
Das Ensemble ist U-förmig und nach Süden geöffnet. Zum Pfarrhof gehört auch das als Kulturdenkmal geschützte Pfarrhaus, welches sich weit zurück versetzt befindet. Es ist ein zweigeschossiger Bruchsteinbau mit Knüppelwalmdach und stammt aus der Zeit des Barock. Im 19. Jahrhundert wurde das Pfarrhaus nach Westen hin verlängert und somit überformt. Nach Norden schließt sich ein weitläufiger Garten an, es befinden sich noch heute alte Obstsorten darin. Im Vorgarten befindet sich eine Kuppa mit Fuß eines Taufsteins. Der Pfarrhof stammt aus dem 16. Jahrhundert und ist in seiner Vollständigkeit ein seltenes Beispiel für einen Pfarrhof des 18./19. Jahrhunderts. Heute genießt der Pfarrhof eine hohe kulturgeschichtliche und städtebauliche Bedeutung.

### Geschichtswerkstatt

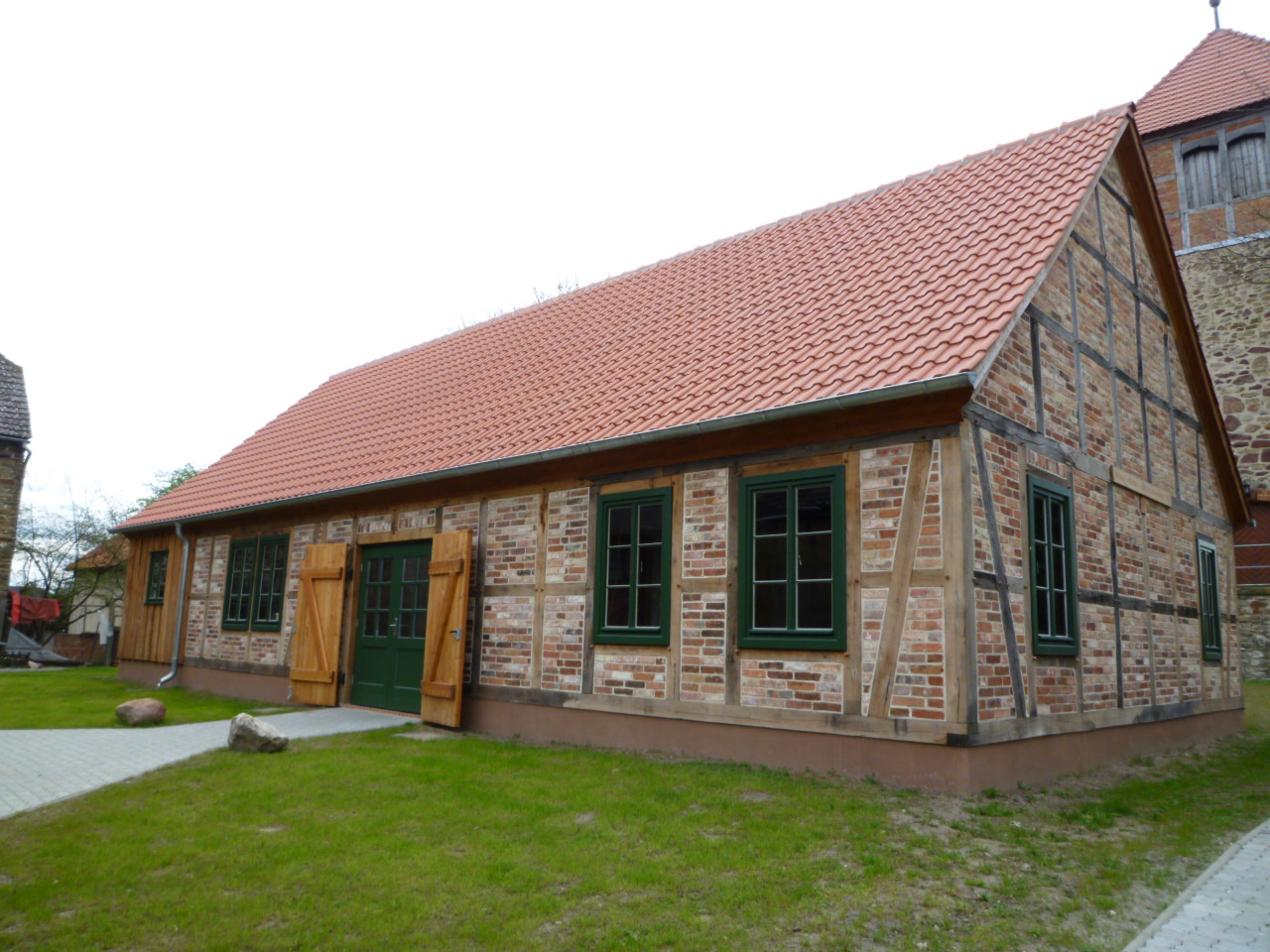
Die Geschichtswerkstatt

In einem der Gebäude befindet sich seit dem 26. August 2011 die Samuel-Walther-Geschichtswerkstatt. Samuel Walther war ein Wegenstedter Historiker und Pädagoge. Die Geschichtswerkstatt stellt sich die Aufgaben und Ziele geschichtlich interessierte Mitbürger Aus der Region für die Region zu gewinnen, um gemeinsam Heimatforschung für die Region des ehemaligen Ohrekreises und darüber hinaus auszuüben. Daher ist es eine weitere Aufgabe, den Kontakt zu den regionalen Heimatvereinen auszubauen.

## Galerie

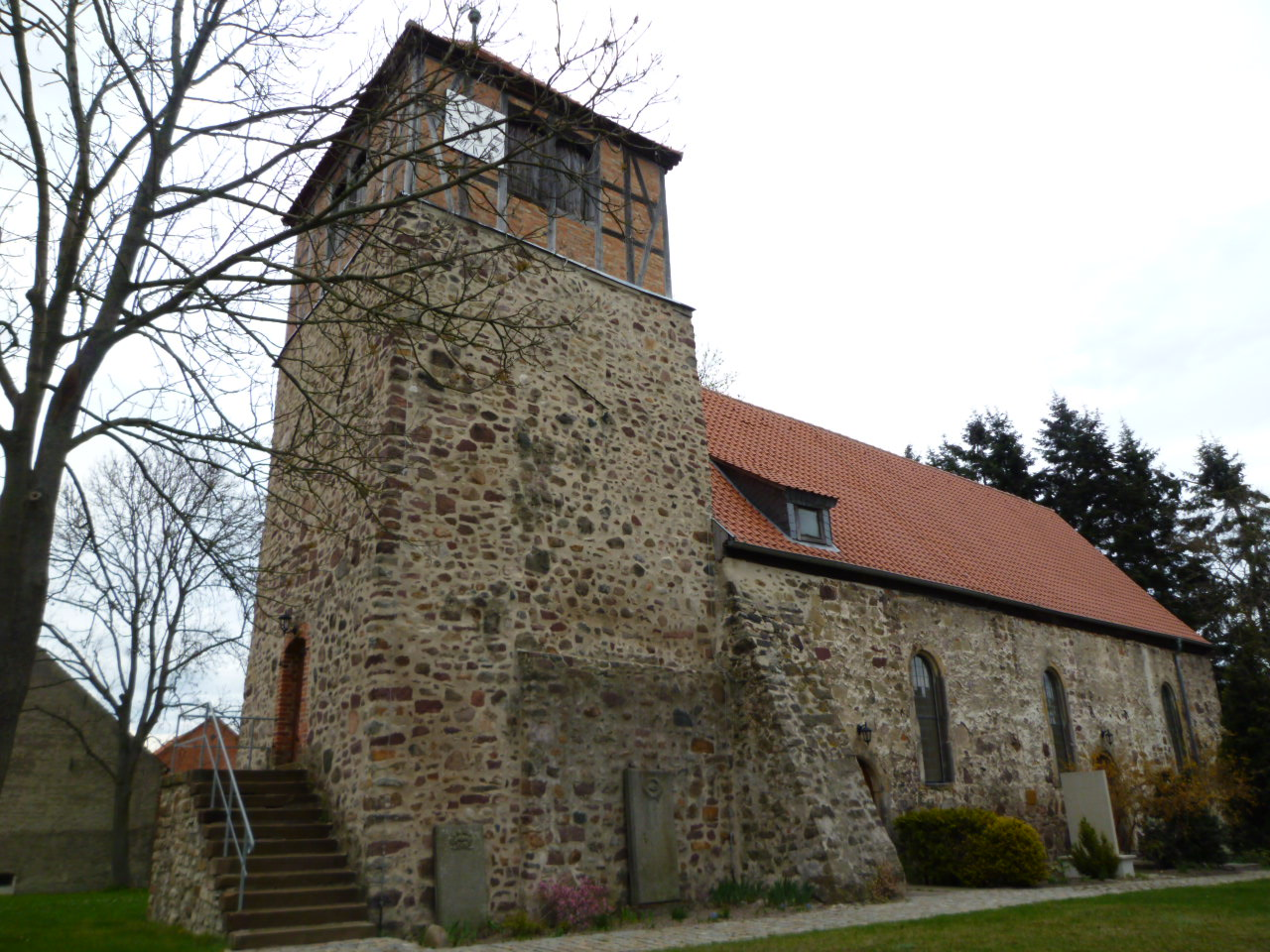
Dorfkirche
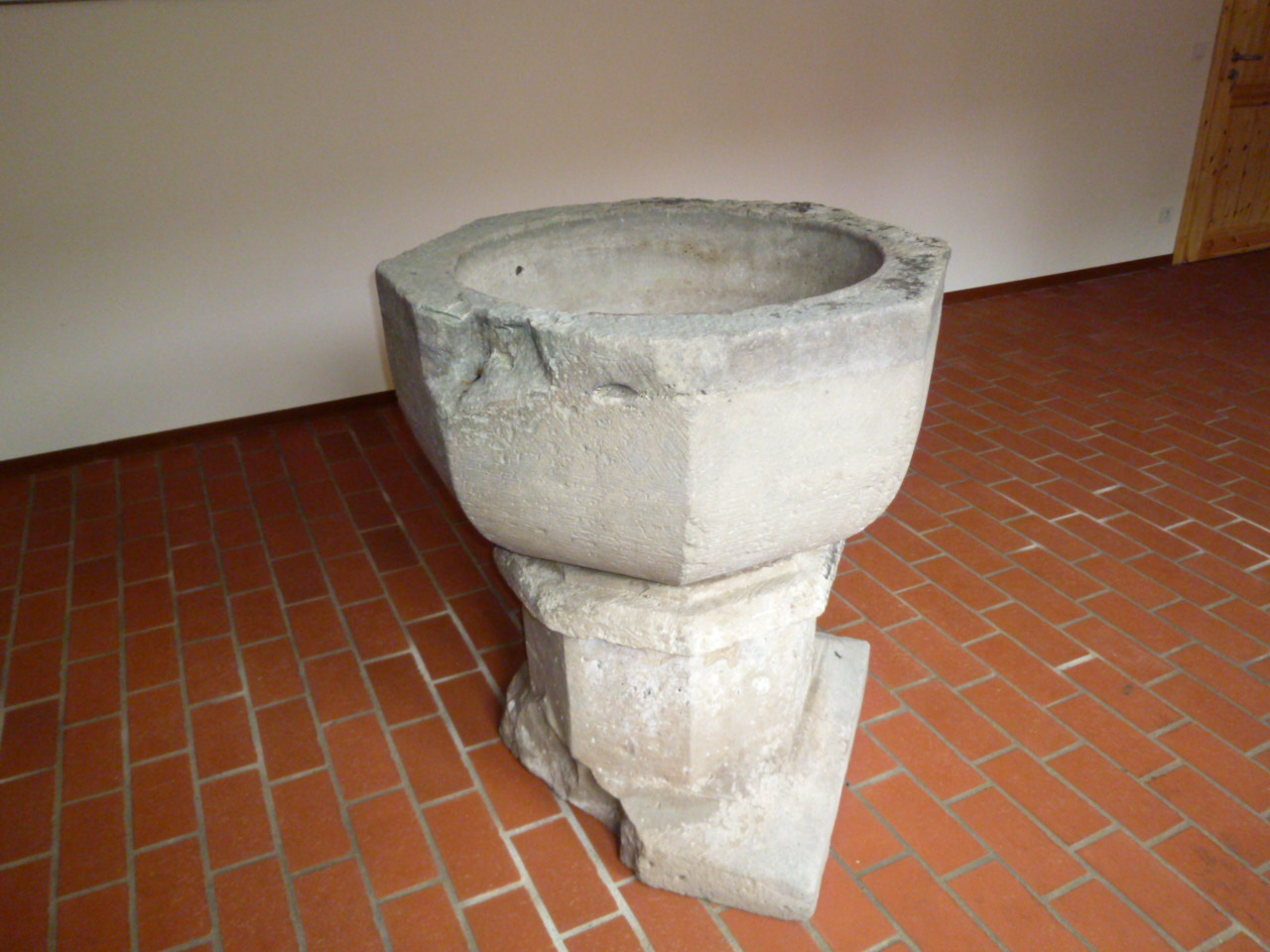
Taufstein in der Geschichtswerkstatt
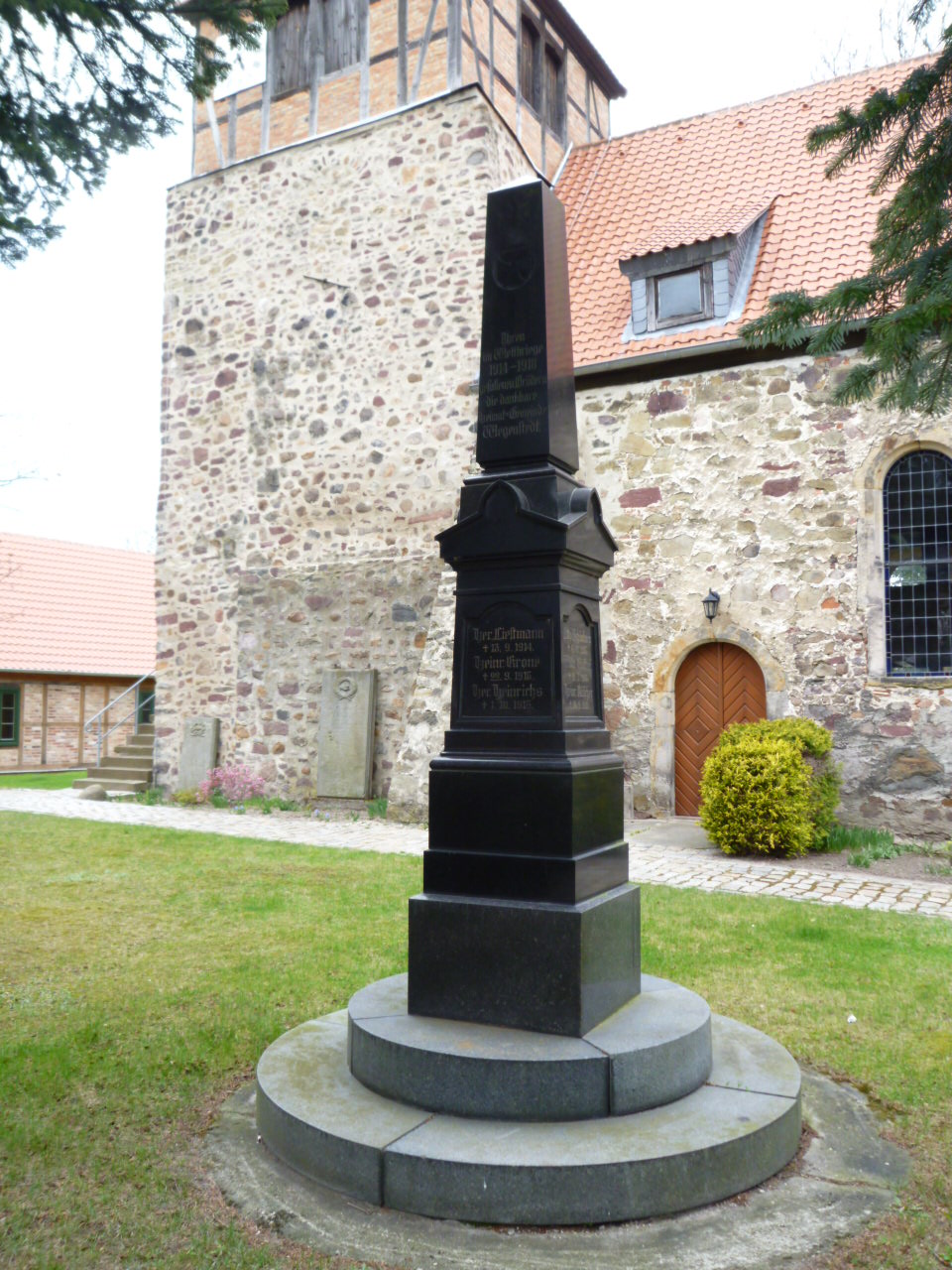
Kriegerdenkmal (Erster Weltkrieg)
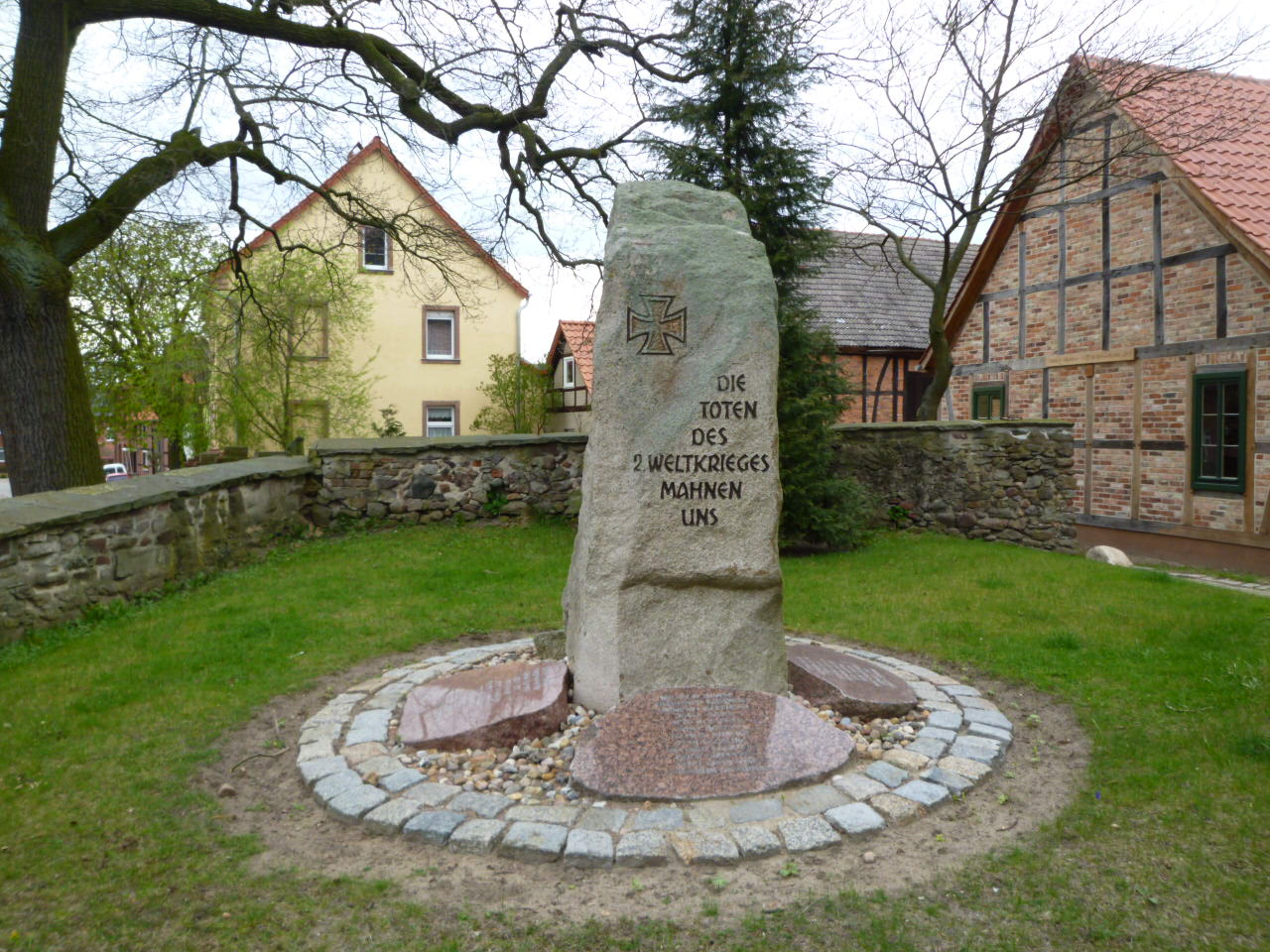
Kriegerdenkmal (Zweiter Weltkrieg)
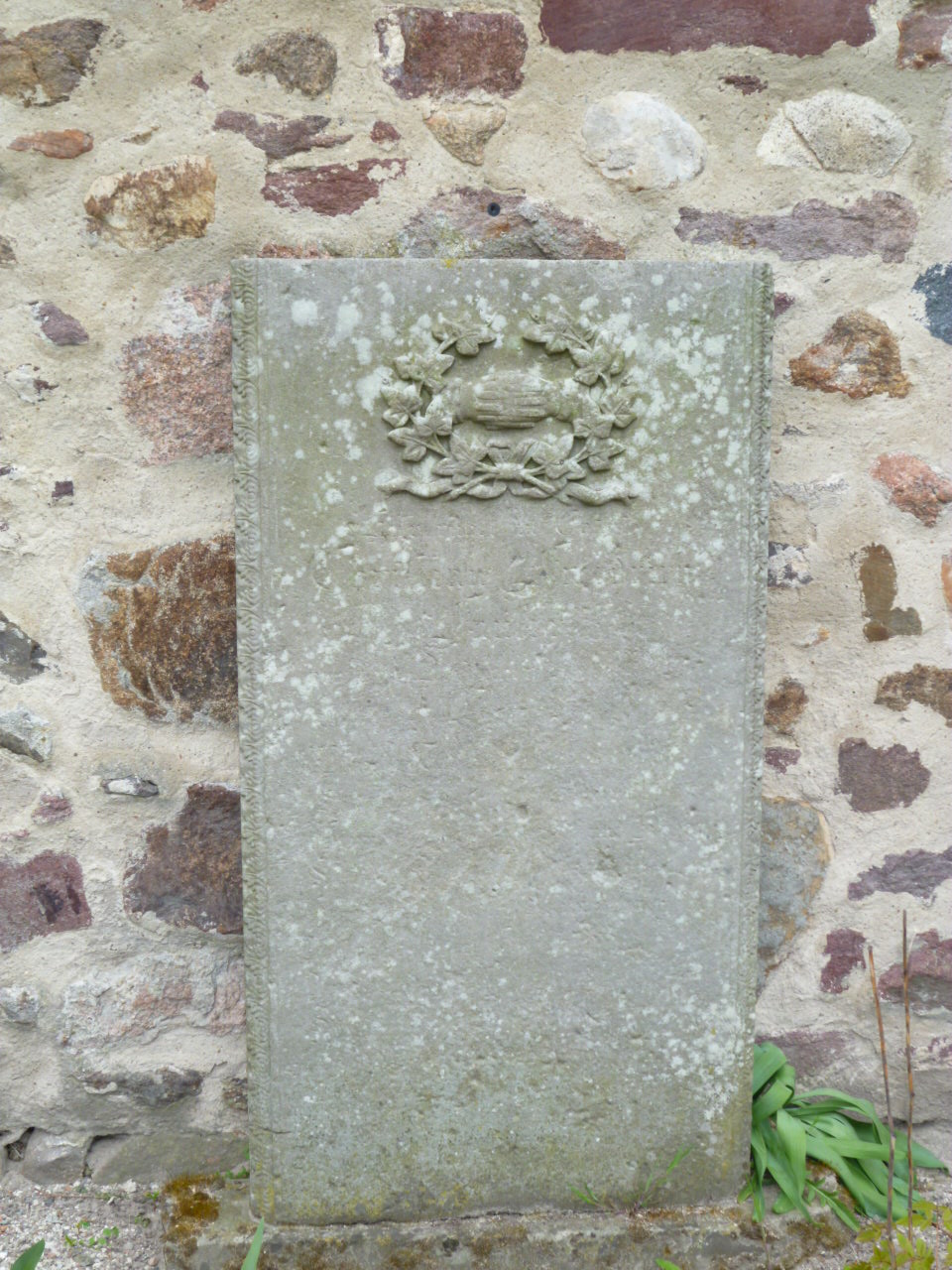
Epitaph auf dem Pfarrhof
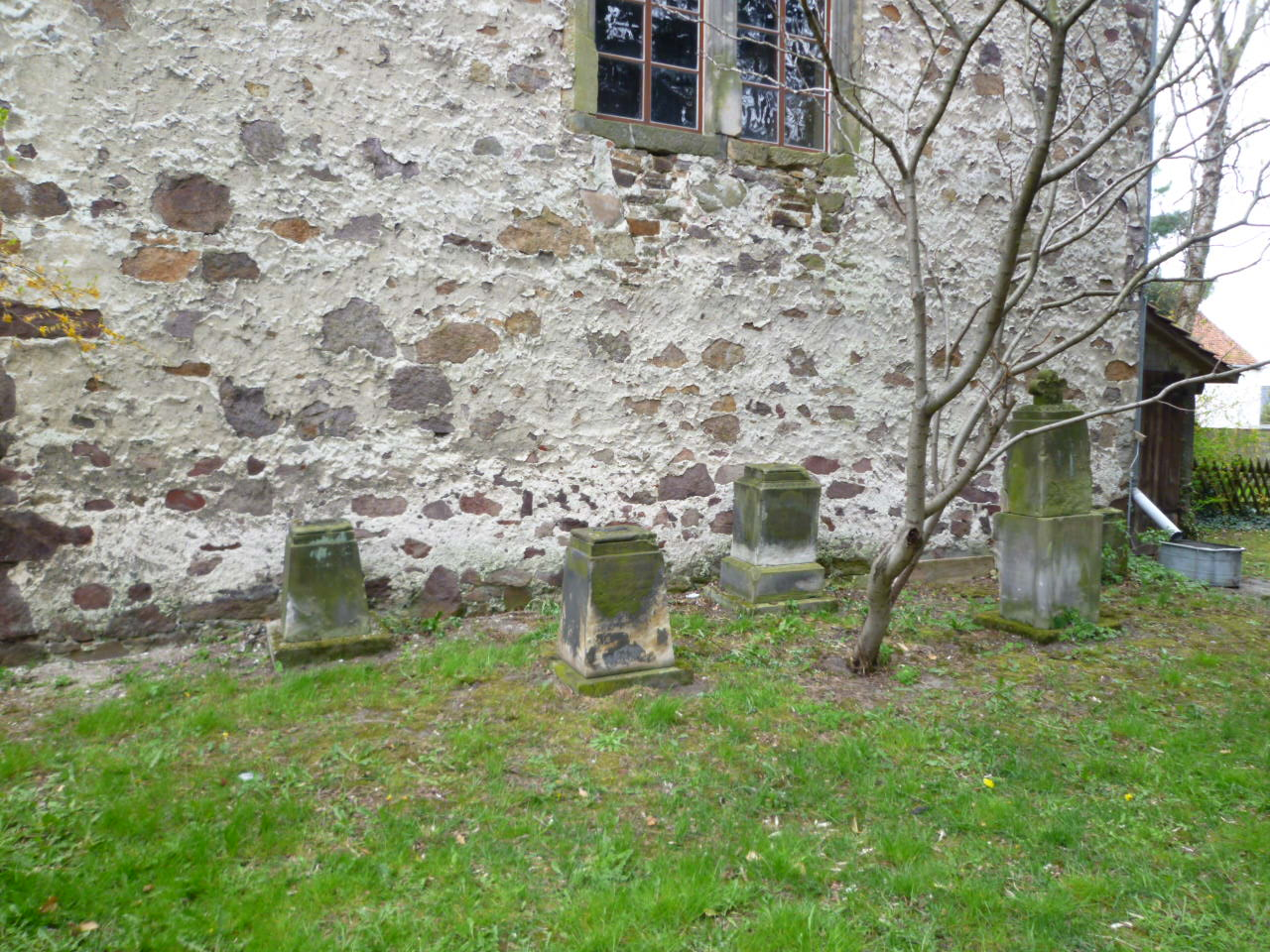
Alte Grabsteine
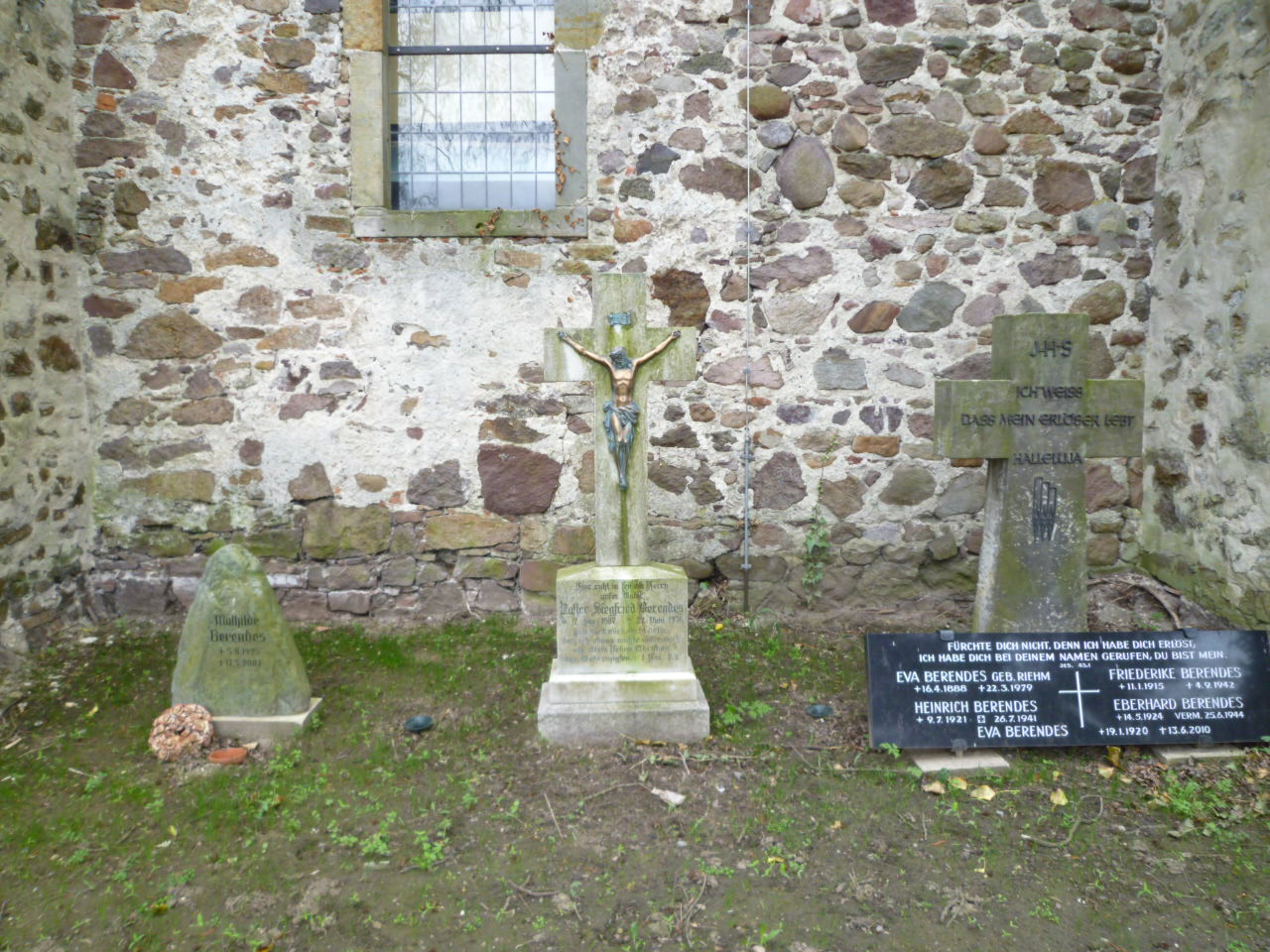
Alte Grabplatten